# Broward County
Broward County er et county beliggende i den sydlige del af den amerikanske delstat Florida. Hovedbyen i countiet er Fort Lauderdale. I 2013 havde countiet 1.838.844 indbyggere.
Broward er en del af Miami metropolitan area. 

## Geografi
Ifølge United States Census Bureau er Browards totale areal på 3.427 km², hvoraf de 293 km² er vand. 

### Grænsende counties
- Palm Beach County - nord
- Miami-Dade County - syd
- Collier County - vest
- Hendry County - nordvest